# Eupithecia jeanneli
Eupithecia jeanneli es una especie de polilla de la familia Geometridae. La especie fue descrita por primera vez por Claude Herbulot habiendo sido descrita en 1953, con distribución en Guinea Ecuatorial, Uganda y Kenia. El holotipo de la especie fue descrita en el aserradero del Monte Elgon, a aproximadamente 2470 metros (8103,7 pies) de altitud.

## Descripción
La parte superior de las alas anteriores es de color beige claro con el costado gris parduzco y una mancha discal grande, redonda y negra de aproximadamente un milímetro de diámetro. Cuenta con una línea postmeida de color gris parduzco notablemente paralela al borde exterior, oscureciéndose gradualmente hasta un borde exterior gris parduzco. Las alas posteriores son similares a la de las anteriores, con la punta discal mucho más pequeña, menos definida y la línea postmedia un poco más borrada.
Las antenas cuentan con cilios que no alcanzan la mitad del ancho del tallo. Los palpos son aproximadamente dos veces más largos que el diámetro del ojo. La cabeza, tórax, patas y abdomen son todos beige claro. La parte inferior de las patas delanteras es más oscura que la superior, con diseños descoloridos.